# Forma de muerte
En muchas jurisdicciones legales, la forma o tipo de muerte es una determinación, típicamente realizada por el forense, el médico forense, la policía o funcionarios similares, y registrada como una estadística vital. Dentro de los Estados Unidos y el Reino Unido, se hace una distinción entre la causa de la muerte (a veces denominada "mecanismo de muerte"), que es una enfermedad o lesión específica, y la forma de muerte, que es principalmente una determinación legal . Se utilizan diferentes categorías en diferentes jurisdicciones, pero las determinaciones del tipo de muerte incluyen desde categorías muy amplias como "natural" y "homicidio" hasta modales específicos como "accidente de tráfico" o "intento de aborto autoinducido". En algunos casos, se realiza una autopsia, ya sea debido a requisitos legales generales, porque la causa médica de la muerte es incierta, a pedido de los miembros de la familia o tutores, o porque las circunstancias de la muerte eran sospechosas. 
Se pueden emplear códigos de la Clasificación Internacional de Enfermedades (DCI) para registrar la forma y la causa de la muerte de una manera sistemática que facilita la compilación de estadísticas y la comparación de eventos entre jurisdicciones.

## Terminología
Una muerte por causas naturales es el resultado de una enfermedad o un mal funcionamiento interno del cuerpo no causado directamente por fuerzas externas, que no sean enfermedades infecciosas.
Por ejemplo, una persona que muere por complicaciones de la gripe y/o neumonía (infecciones), una insuficiencia renal, un derrame cerebral, un infarto, un paro cardiorrespiratorio o una insuficiencia cardíaca repentina (mal funcionamiento interno del cuerpo) probablemente se enumere como fallecida por causas naturales. La "muerte por causas naturales" a veces se usa como eufemismo para "morir en la vejez", lo que se considera problemático como causa de muerte (en oposición a una enfermedad específica relacionada con la edad); También hay muchas causas de muerte "natural" no relacionadas con la edad, con fines legales de muerte. 
Una muerte no natural es el resultado de una causa externa, que generalmente incluye homicidios, suicidios, accidentes, errores médicos, sobredosis de drogas. Las jurisdicciones difieren en la forma en que clasifican e informan las muertes no naturales, incluido el nivel de detalle y si se consideran una sola categoría con subcategorías o categorías separadas de nivel superior. No existe un estándar internacional sobre si clasificar o no una muerte como natural o no natural.
El "mecanismo de muerte" a veces se usa para referirse a la causa inmediata de muerte, que puede diferir de la causa que se usa para clasificar la forma de muerte. Por ejemplo, la causa inmediata o mecanismo de muerte podría ser la isquemia cerebral (falta de flujo sanguíneo al cerebro), causada por una neoplasia maligna (cáncer), a su vez causada por una dosis de radiación ionizante administrada por una persona con la intención de matar o herir, lo que lleva a la certificación de la forma de muerte como "homicidio". 
La forma de la muerte puede registrarse como "indeterminada" si no hay pruebas suficientes para llegar a una conclusión firme. Por ejemplo, el descubrimiento de un esqueleto humano parcial indica una muerte, pero podría no proporcionar evidencia suficiente para determinar una causa.

## Categorías por jurisdicción

### Estados Unidos
En los Estados Unidos, una forma de muerte se expresa como perteneciente a una clasificación de un grupo de seis posibles:
- Natural
- Accidente
- Suicidio
- Homicidio
- Indeterminado
- Pendiente

En algunas jurisdicciones, se pueden informar algunas maneras más detalladas en números desglosados de los cuatro o cinco principales. Por ejemplo:
- Intervención legal (por ejemplo, pena capital)[12]
- Acto de guerra[12]
- Accidentes automovilísticos[13]
- Muertes de presos por intoxicación aguda[14]

### Reino Unido
En el Reino Unido, cuando la gente muere, un médico escribe un certificado médico aceptable de causa natural de muerte o un forense (procurador fiscal en Escocia) investiga el caso. Los forenses son funcionarios judiciales independientes que investigan las muertes que se les informan y, posteriormente, cualquier investigación que sea necesaria para descubrir la causa de la muerte, esto incluye ordenar un examen post mortem, obtener declaraciones de testigos y registros médicos, o realizar una investigación. En la jurisdicción legal unificada de Inglaterra y Gales, la mayoría de las muertes son certificadas por médicos sin autopsia o intervención forense. Casi todas las muertes certificadas por el forense implican una autopsia, pero la mayoría no implica una investigación formal.
En Inglaterra y Gales, no se exige una lista específica de opciones para los veredictos, y se permiten los "veredictos narrativos", que no se clasifican específicamente. Los veredictos agregados por el Ministerio de Justicia son:
- Homicidio
  - Homicidio ilegal
  - Homicidio justificable
- Suicidio
- Intento o aborto autoinducido
- Causa de muerte agravada por la falta de atención o el abandono de uno mismo
- Dependencia de las drogas
- Abuso no dependiente de drogas
- Falta de atención al nacer
- Muerte por enfermedad profesional
- Muerte por accidente o desventura
- Muerte fetal
- Muerte por causas naturales.
- Veredicto abierto
- Desastre

### Otras jurisdicciones
Algunas jurisdicciones coloca las muertes en ausencia, como las muertes en el mar y las personas desaparecidas declaradas muertas en un tribunal de justicia, en la categoría "Indeterminada" debido a que debido a la falta de capacidad del investigador para examinar el cuerpo, el examinador no tiene conocimiento personal de la forma de muerte (supuesta); otros clasifican tales muertes en una categoría adicional "Otros", reservando "Indeterminado" para las muertes en las que el investigador tiene acceso al cuerpo, pero la información proporcionada por el cuerpo y el examen del mismo son insuficientes para proporcionar fundamentos suficientes para una determinación . 
La Asociación Médica de Noruega clasifica lo que otras jurisdicciones podrían llamar "indeterminado" como "antinatural": [¿Por qué?]
- Muerte súbita e inesperada de una causa desconocida.
- Muertes en prisión o durante la detención civil o militar.

## Implicaciones legales
Una muerte declarada como homicidio o homicidio ilegal generalmente se refiere a la policía o al fiscal o al funcionario equivalente para investigación y cargos penales si se justifica. Las muertes causadas por la pena capital, aunque los homicidios, generalmente se consideran legales y no se procesan. La mayoría de las muertes debidas a la guerra no se procesan, a menos que exista evidencia de un crimen de guerra, en cuyo caso las tropas en territorio extranjero podrían ser procesadas por el sistema de justicia militar, la policía nacional o la Corte Penal Internacional . 
Algunos contratos de seguro, como los seguros de vida, tienen reglas especiales para ciertas formas de muerte. El suicidio, por ejemplo, puede invalidar reclamos bajo los términos de dicho contrato. 

## Otras lecturas
S.A.Koehler. «Chapter 7 - Death Investigation». Forensic Epidemiology: Principles and Practice. doi:10.1016/B978-0-12-404584-2.00007-0.